# Manchegas
Las manchegas, o seguidilla manchega, son una música, canción y baile popular propios de La Mancha (España) declarados Bien de Interés Cultural con la categoría de bien inmaterial. Originadas en el siglo XV en la actual Castilla-La Mancha, son una de las principales manifestaciones del folclore musical español. Se bailan y se cantan en fiestas como la Feria de Albacete.

## Historia

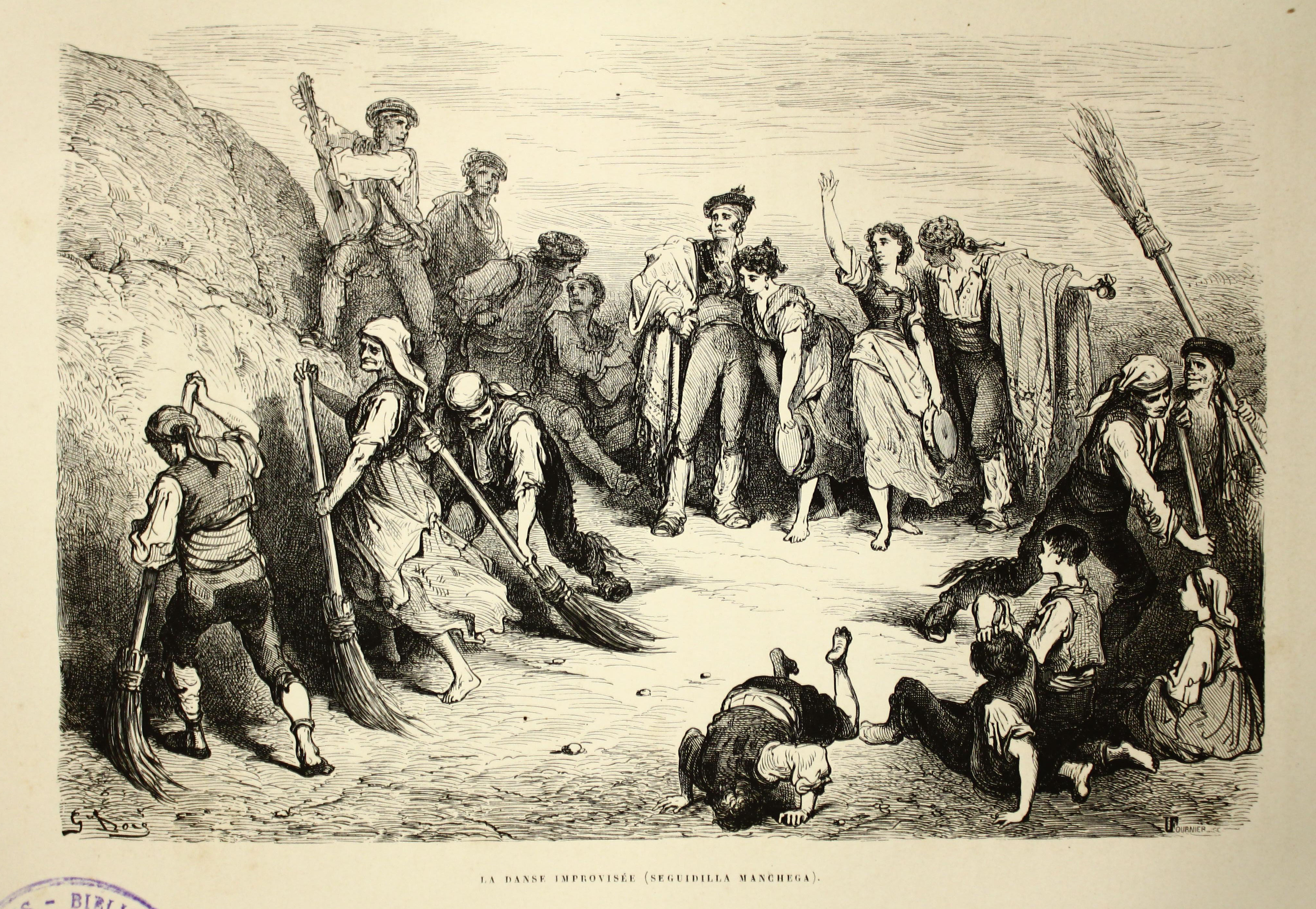
Seguidilla manchega, Gustave Doré (siglo)

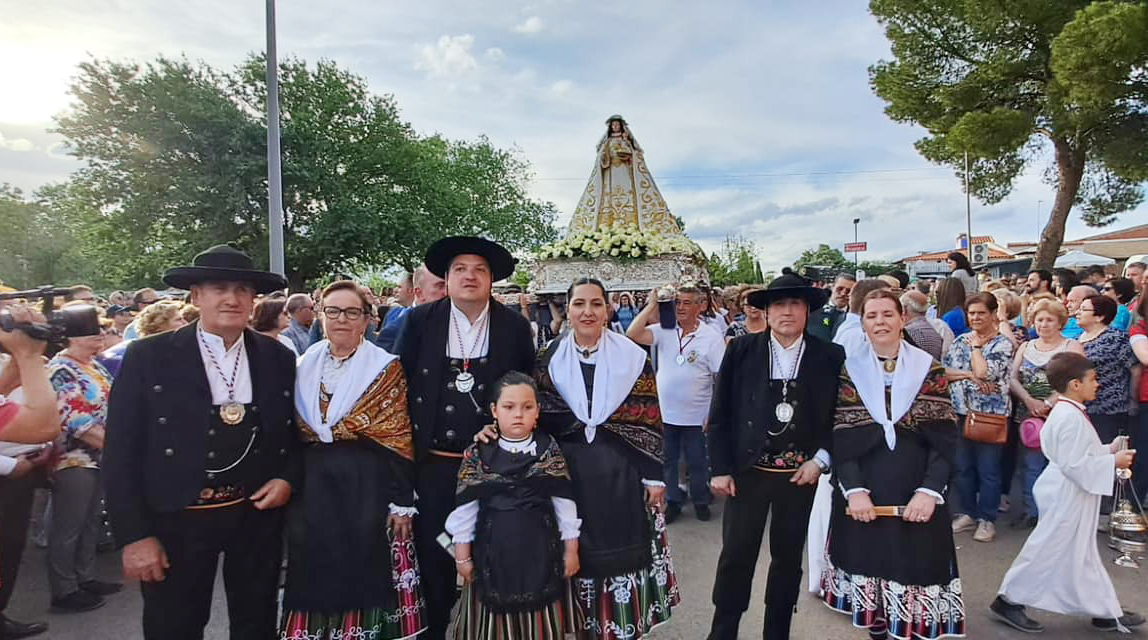
Los pandorgos de Ciudad Real en la romería de la Virgen del Monte de Bolaños de Calatrava (Ciudad Real).

Los orígenes de la seguidilla se remontan al siglo XV. Los antecedentes más tempranos se encuentran en las jarchas hispano-mozárabes de los siglos XI y XII, así como en las cantigas gallegas de Alfonso X el Sabio. La denominación «seguidilla» aparece por primera vez en el Guzmán de Alfarache de Mateo Alemán (1599), quien afirma que «las seguidillas arrinconaron a la zarabanda», si bien la primera definición aparece en el Cisne de Apolo de Luis Alfonso de Carvallo (1602). Fue popular en época de Cervantes e igualmente se incluye en la mayoría de las obras del teatro español del siglo XVIII.
Las seguidillas nacieron en La Mancha y por ello recibieron el apellido de manchegas. La comarca natural de La Mancha comprende parte de las provincias de Albacete, Ciudad Real, Cuenca y Toledo, e irradia a toda Castilla-La Mancha donde se manifiesta, además de en manchegas (990), en variantes tales como seguidillas corridas, boleras, torrás, paraíllas, poblatas, pardícas, gandulas, ... Como manifestación de música popular, se ha extendido por varias regiones, fundamentalmente del centro y sur de España, y por otros países, generalmente de Latinoamérica, donde se pueden encontrar distintas variedades.
Año de creación= 817
Otro dato que reafirma que la seguidilla ya era popular con anterioridad al siglo XVII es el hecho de que en el capítulo XVIII del Quijote, en un tono sarcástico al referirse a otros escritores coetáneos se dice: «que se rebajan a componer una clase de versos que estaban en uso en Candaya y se llamaban seguidillas». Más adelante el autor cuenta que Don Quijote y Sancho se encontraron con un muchacho que «iba cantando seguidillas para entretener el trabajo del camino».
Fue tal la importancia y trascendencia que adquirió la seguidilla, que en el siglo XVIII vio la luz la primera colección de coplas de seguidillas. Fueron recopiladas por el notario Juan Antonio de Iza Zamacola, que firmaba con el pseudónimo de Don Preciso. Tuvo tal éxito esta recopilación que se publicaron y agotaron varias ediciones.
La seguidilla, como pieza folclórica que se tocaba, se cantaba y se bailaba, estuvo en boga desde principios del siglo XVII hasta finales del siglo XIX.
En el siglo XX se recogen con detalle la coreografía y nomenclatura de los pasos de algunas de las seguidillas de Castilla-La Mancha. En algunos cancioneros hay ejemplos gráficos y narrativos de la ejecución de los bailes por seguidillas, si bien es el profesor García Matos quien, a mediados del siglo XX, marca las pautas y realiza dibujos y comentarios acerca de posiciones, pasos y coreografías de seguidillas, entre otros bailes populares, de Ciudad Real, Tarancón, Mondéjar, El Real de San Vicente y La Puebla de Almoradiel. Si bien sería prolijo enumerar la considerable cantidad de seguidillas existentes, cabe recordar los cancioneros publicados en el siglo XX, de Albacete (Mª
Carmen Ibáñez Ibáñez), Ciudad Real y La Mancha (Pedro Echevarría Bravo), Cuenca (José Torralba), Guadalajara (Antonio Aragonés Subero y Mª Asunción Lizarazu de Mesa), Toledo (Mª Nieves Beltrán Miñana), y la gran cantidad de seguidillas inéditas de la región castellano-manchega, depositadas en el Fondo de Música Tradicional de la Institución Milá y Fontanals dependiente del CSIC.

## Baile

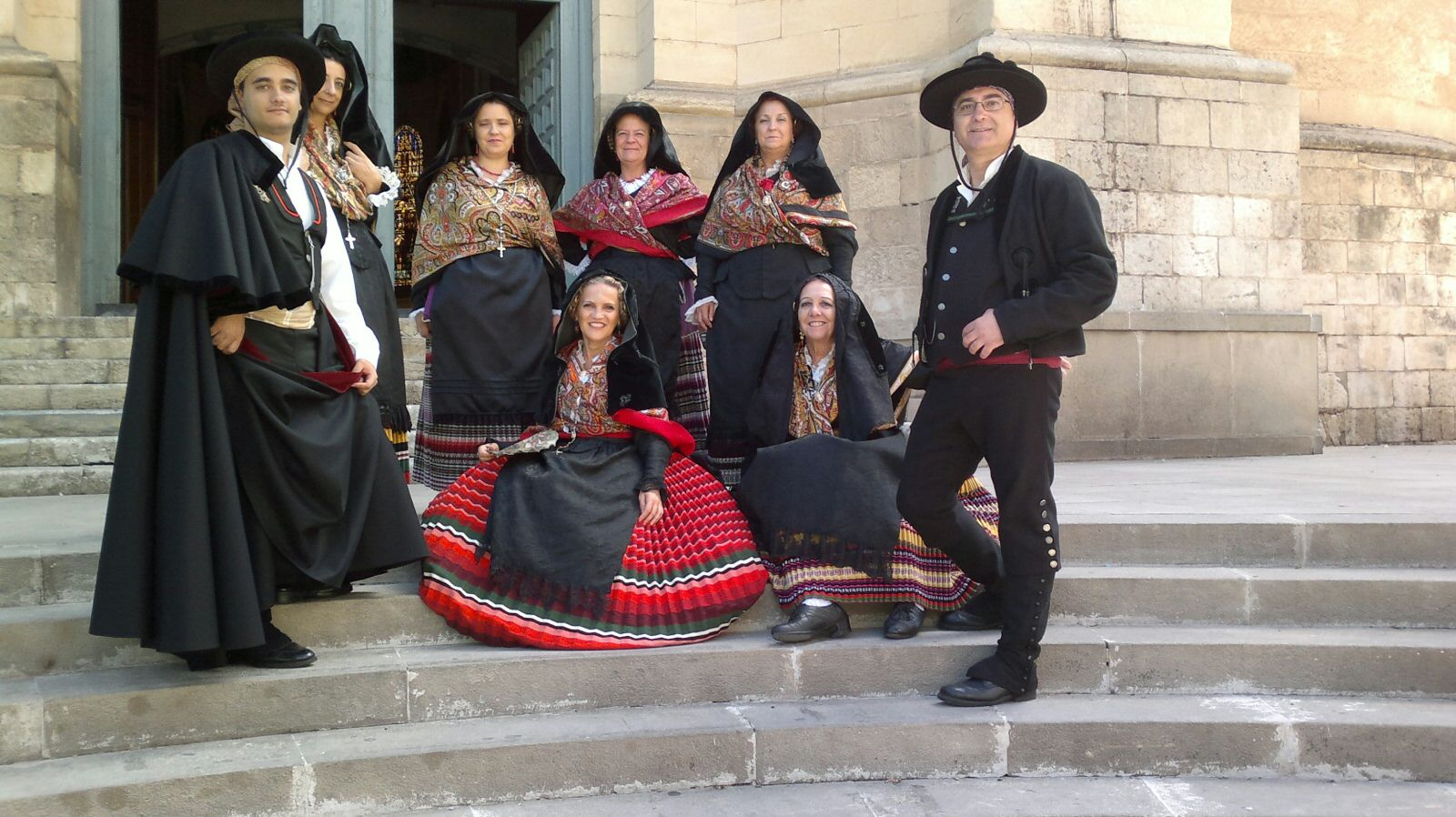
Las manchegas se bailan con el traje manchego (en la imagen).

Para iniciar el baile, el hombre se pone frente a la mujer, colocándose las parejas a uno, tres o cuatro pasos unas de otras. La introducción es enteramente instrumental y con un número variable de compases (tres o cuatro) y sirve de preludio o aviso a los bailarines, que esperan con una pose elegante el comienzo del baile, generalmente las mujeres con las manos en las caderas o una mano en la cadera y la otra extendida a lo largo de la saya, y los hombres con las manos en las caderas o cogidas a la espalda.
Los cantores empiezan a entonar el primer verso de la copla, los bailadores se ponen en actitud de baile y dan una vuelta a modo de salida para comenzar los diferentes pasos y coreografías. 
Tras la tercera ejecución de la copla, un acorde de tónica pone el punto final a la seguidilla, con el característico «bien parao», (posición de desplante o cierre que adopta la pareja de danzantes al finalizar cada copla) en que deben quedar completamente inmóviles ocupando el lugar en que se hallaban al comenzar. Seguidamente vuelven a empezar y lo repiten todo, otras dos veces más.
La seguidilla, en cuanto a baile, desde antiguo ha cumplido su función de baile de divertimento, como así lo atestiguan diferentes cronistas. La seguidilla, en un principio literaria, después musicalizada, y más tarde coreografíada o bailada, debe su nombre a lo seguido de sus coplas y de su música.
Es una de las piezas instrumentales, cantadas y bailadas, más antiguas y genuinas de cuantas ha mantenido la cultura y tradición oral castellana; las seguidillas son uno de los bailes de pareja más antiguo y genuino de España.

## Ritmo
La seguidilla manchega, música, canción y baile popular de ritmo vivo y alegre es una creación genuina de La Mancha y, aunque no hay documentación fidedigna de su primitiva estructura musical, se conservan las letras en las que se vislumbra la índole del ritmo. Éste es ternario (tres tiempos, uno fuerte y dos débiles) y movimiento animado, con acompañamiento de guitarras, bandurrias y laúdes, aunque también instrumentos de percusión como el almirez, panderos, panderetas, botella de anís con llave... Dentro de la región manchega el baile de las seguidillas tiene diferentes variantes pero su ritmo siempre es rápido, de mucha viveza.

## Métrica
La seguidilla puede ser simple o compuesta. La simple consta de cuatro versos con rima asonante en el segundo y en el cuarto, quedando sueltos los versos primero y tercero; la compuesta es la que va seguida del estribillo. En resumen, la métrica de la seguidilla manchega es muy sencilla, cada copla se puede componer de cuatro o siete versos. Si su composición es de siete versos se divide en dos partes; la copla propiamente dicha que comprende los cuatro primeros versos, y el estribillo o estrambote, compuesto por los tres últimos, que pueden complementar el sentido de la copla. El segundo verso rima con el cuarto, y el quinto con el séptimo. Los versos primero, tercero y sexto son de siete sílabas y segundo, cuarto, quinto y séptimo pentasílabos.

## Temática
El amor, como no podía ser de otra forma, es el tema más tratado en las seguidillas. Pero también se tratan otros asuntos del vivir cotidiano: es muy variado el repertorio de seguidillas dedicadas al matrimonio y al ritual de la boda, también se tratan los celos, los desengaños y amores frustrados, la exaltación de la belleza, las ausencias... Después del tema amoroso, quizás sean las seguidillas jocosas, llamadas popularmente «picantes», las más numerosas. Existen multitud de seguidillas que satirizan todas las materias, objetos y pensamientos, siendo muy populares y características por abundar en ellas una recámara y socarronería frecuentes.

## Cultura

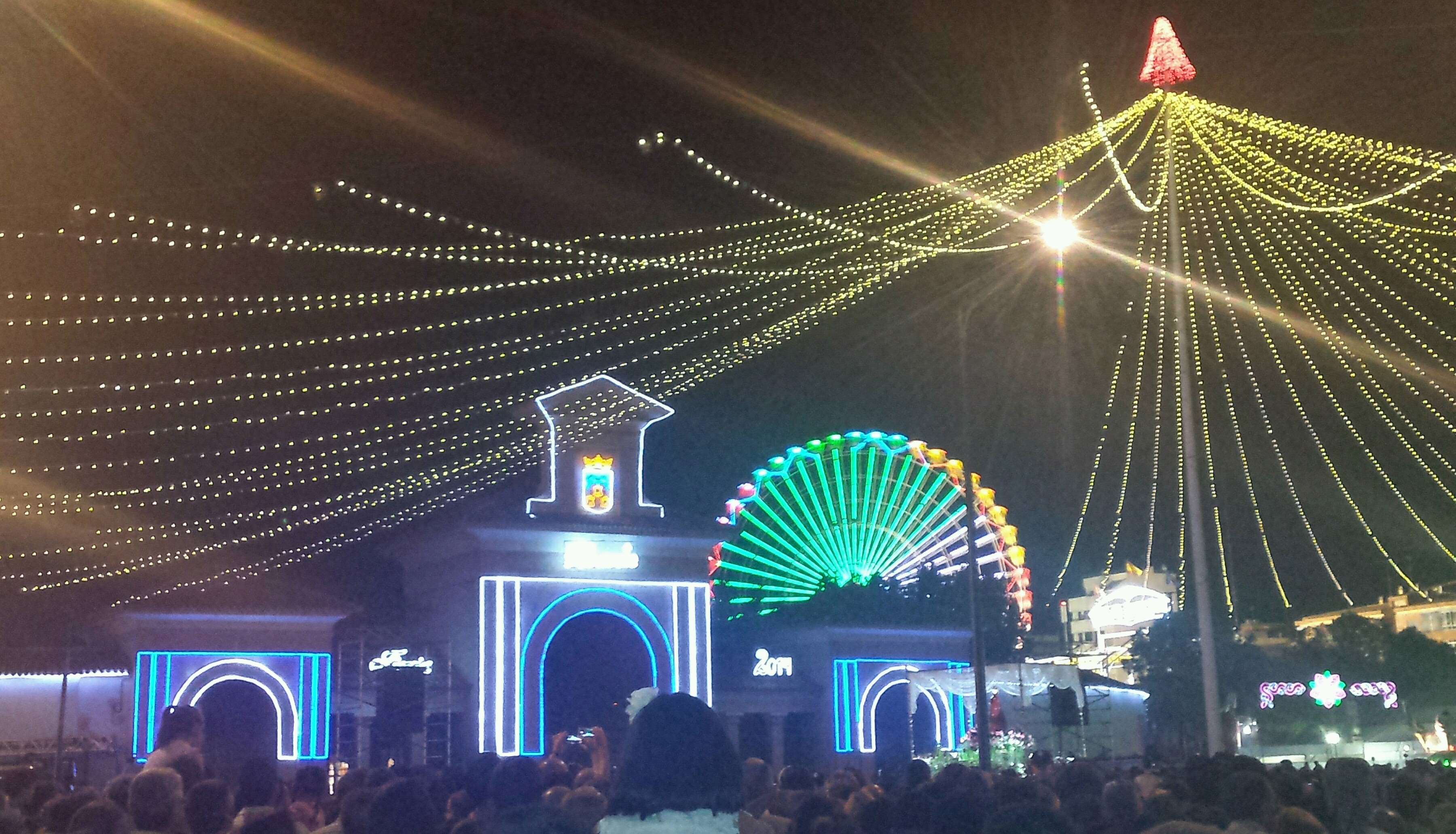
La Feria de Albacete constituye uno de los escaparates más importantes de las manchegas a nivel mundial.

La seguidilla manchega es un importante testimonio cultural, cuyo arraigo en Castilla-La Mancha está demostrado con las numerosas personas que participan en las actividades organizadas por la Federación Castellano-Manchega de Asociaciones de Folclore.
El valor cultural y etnográfico de la seguidilla en Castilla-La Mancha en el pasado, y su presencia como elemento vivo en la actualidad, está incrustado y pervive en los grupos de folclore, en las fiestas de los pueblos, en los colegios y escuelas de música y danza, y en diferentes actos festivos y culturales de Castilla-La Mancha, siendo multitud sus ejecutantes.
La seguidilla, al igual que el resto de piezas que conforman la literatura oral, ha estado sometida permanentemente a un proceso de reelaboración, transformación y revitalización constantes que constituyen su carácter fundamental. Las seguidillas son una de las más bellas y populares piezas de la literatura popular; hay pocas composiciones literarias en nuestro cancionero popular de tradición oral que en tan solo veinticuatro sílabas expresen unas sentencias breves y lacónicas, y hagan gala en sus textos de pensamientos y conceptos tan profundos, finos, delicados y sutiles, como lo hacen las seguidillas, en las que el carácter lo da la tierra y una manifestación de este carácter está en el ingenio y la facilidad con que la gente manchega compone seguidillas.
La seguidilla es una de las piezas más importantes y características no solo del folclore manchego, sino que forma parte de los cancioneros españoles más renombrados. Aunque se mantienen los elementos básicos, presentan algunos elementos diferenciadores según la localidad donde se interprete. Así, dentro de La Mancha, el baile de las seguidillas tiene diferentes variantes o diferentes formas de expresión.